# エドワード・サマセット (第2代ウスター侯)
第2代ウスター侯爵エドワード・サマセット（Edward Somerset, 2nd Marquess of Worcester, 1602年3月9日/1603年3月9日 - 1667年4月3日）は、清教徒革命（イングランド内戦）から王政復古期のイングランドの貴族、軍人。初代ウスター侯爵ヘンリー・サマセットとアン夫妻の長男。
父と共に内戦で王党派に属してチャールズ1世を財政支援、国王に気に入られて寵臣に取り立てられ、グラモーガン伯爵（Earl of Glamorgan）およびボーフォート男爵に叙爵された。またウェールズ・アイルランドで挙兵・軍事支援計画を描き、実現に向けて邁進したが、いずれも達成不可能となり最終的に失敗した。

## 生涯
1602年または1603年に誕生。ウェールズ南東部モンマスシャーのラグラン城でカトリック教徒に育てられた。1628年、父がウスター伯位（後にウスター侯位に昇叙）を継承すると共にラグランのハーバート卿（Lord Herbert of Raglan）と称された。発明狂で、水力に関する構想があったという。
1642年から第一次イングランド内戦が始まると王党派としてチャールズ1世支援に動き、10万ポンドの資金を提供、援軍も王に提供しようと南ウェールズで挙兵、1643年3月グロスタシャーへ向かった。しかしここを守る議会派の部将ウィリアム・ウォラーの反撃に遭い敗走、多くの兵と武器・弾薬を失ってしまった。また軍の徴集で父に無断で財産を浪費したため父と衝突することもあった。
やがてウェールズから離れてアイルランドとの交渉を考え始め、1644年にチャールズ1世に交渉を提案、アイルランドから1万人もの援軍を提供してもらうため自分を交渉役に任命して欲しいと申し出た。合わせて自家の領土からも1万人徴兵、海外のカトリック諸国からも資金援助を取り付け、イングランドを制圧する壮大な計画を述べた。自分がカトリック教徒で再婚相手がアイルランド貴族の娘であることを当てにした提案だったが、実現性が薄く現実を考えていない幻想に過ぎなかった。にも拘らずチャールズ1世はこの提案に乗り気になり、ハーバート卿を極秘の手続きでグラモーガン伯に叙爵した上4月にアイルランド軍1万人を指揮する委任状を渡し、グラモーガン伯の息子ヘンリー・サマセットとチャールズ1世の娘エリザベスの結婚の約束まで交わされた。
極めつけは5月、グラモーガン伯が交渉の見返りとして、前もってサマセット公に叙爵されたことだった。注目されてはいけないためグラモーガン伯叙爵の時と同じく極秘にされたが、チャールズ1世は気が変わりアイルランド・カトリック同盟との交渉はアイルランド総督のオーモンド侯ジェームズ・バトラーに任せた。しかし、進展しない状況にチャールズ1世は年末にグラモーガン伯派遣を決め、交渉の障害となっていたカトリック刑罰法の執行停止（撤廃までは同意せず）を了承してアイルランド同盟と合意することを決め、グラモーガン伯がオーモンド侯と協力して交渉を進めることを期待した。1645年1月に改めて委任状を受け取ったグラモーガン伯は3月に必要があればオーモンド侯に代わって交渉する権限も与えられ、カーナーヴォンからアイルランドへ向けて出航した。ところが船が嵐で難破したため到着が遅れ、7月にアイルランドのダブリンに到着、オーモンド侯と面会した。
グラモーガン伯は8月末にオーモンド侯に無断でアイルランド同盟と秘密協定を結び、カトリック信仰を認める代わりに兵士1万人をイングランドへ派遣する条件が約束された。だが11月にローマ教皇インノケンティウス10世の特使ジョヴァンニ・バッティスタ・リヌチーニがアイルランドに到着すると状況が一変、秘密協定もオーモンド侯とアイルランド同盟の交渉も認めないリヌチーニが介入しアイルランドは混乱、1646年1月に秘密協定の草稿がイングランド議会に渡り、チャールズ1世がアイルランドと結ぶことが露見した。グラモーガン伯は態度を変えて秘密協定を非難したチャールズ1世から切り捨てられ、ダブリンでオーモンド侯に正当な権限もなく行動したことを理由に逮捕された。国王の加担については沈黙、交渉で危機に立たされた国王の名誉を守りたいオーモンド侯の配慮で釈放されたが、リヌチーニが交渉破棄をアイルランド同盟に働きかけたため、アイルランドからチャールズ1世に援軍を送る計画は破綻してしまった。サマセット公叙爵もチャールズ1世に否定され、フランスへ亡命した。同年末に死亡した父のウスター侯を継承した。
1649年に追放に処され、1653年に共和国となったイングランドへ帰国した所を発見され、大逆罪でロンドン塔へ投獄されたが翌1654年に釈放された。それからは工学に興味を示し発明に熱中していたが、1660年の王政復古に際しサマセット公位継承をチャールズ2世に願い出るも却下され（サマセット公位はハートフォード侯爵ウィリアム・シーモアが継承）、グラモーガン伯位も書類不備を理由に認められなかった。7年後の1667年に死去、長男ヘンリーにウスター侯位が継承されたが、ヘンリーは1682年にチャールズ2世からボーフォート公爵にも叙爵されることになる。

## 子女
1628年、カーナーヴォン伯爵ロバート・ドーマーの姉妹エリザベス（? - 1635年）と結婚、1男2女を儲けた。
- ヘンリー（1629年 - 1700年） - 第3代ウスター侯爵、初代ボーフォート公爵
- アン（1631年? - 1662年） - ノーフォーク公ヘンリー・ハワードと結婚
- エリザベス（1635年以前 - 1680年以後） - ポウィス侯ウィリアム・ハーバートと結婚

エリザベスの死後1639年に第5代トモンド伯爵ヘンリー・オブライエンの娘マーガレット（? - 1681年）と再婚したが、彼女が産んだ1女メアリーは夭折した。